# 木崎站
木崎站（日语：／ Kizaki eki */?）是位於群馬縣太田市新田木崎町，屬於東武鐵道伊勢崎線的鐵路車站。車站編號是TI 20。本條目亦會記述此站分岐的「德川河岸線」。

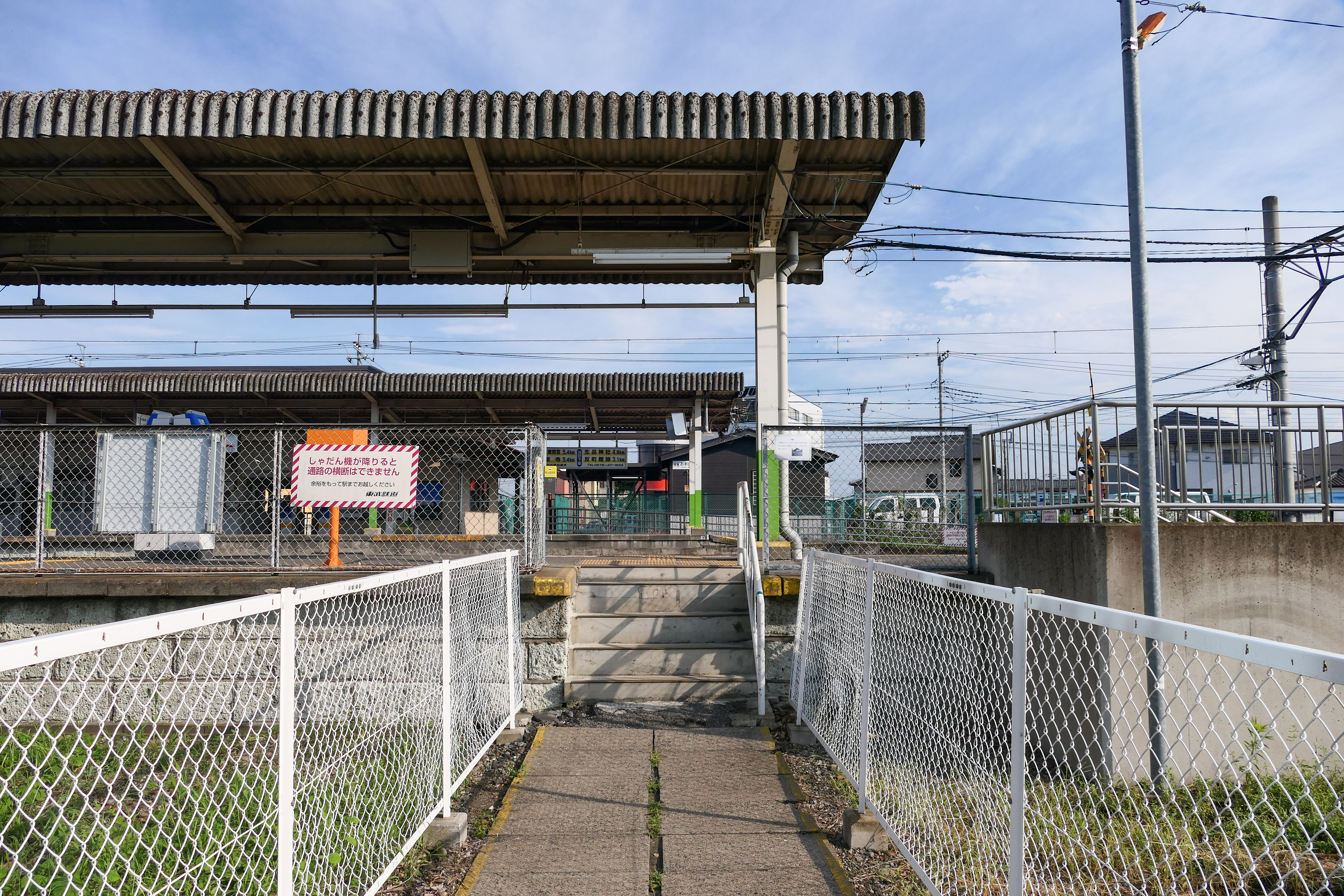
北口（2024年7月）

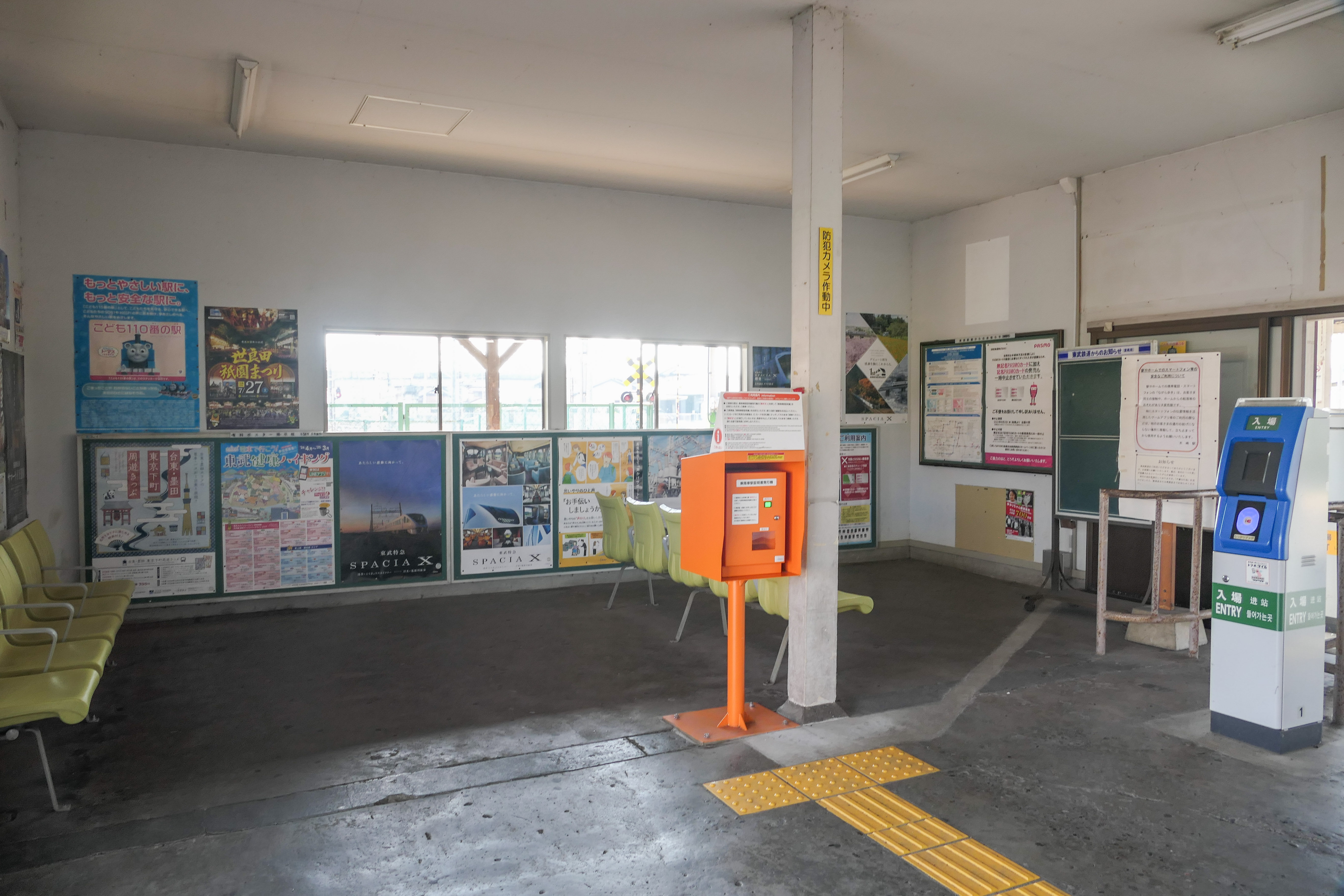
車站內部（2024年7月）

## 歷史
原先是計畫設在此地北側約400至500公尺左右、日光例幣使街道宿場町木崎宿所在的木崎町松林，但在尾島町的強力請求下改在當時木崎町與尾島町的交界處。

### 年表
- 1910年（明治43年）3月27日－開業[3]。
- 1925年（大正14年）11月27日－本站 - （貨）德川河岸間的德川河岸線開業[4]。
- 1927年（昭和2年）10月1日－東武伊勢崎線館林站 - 伊勢崎站間電氣化[3]。
- 1968年（昭和43年）6月11日－德川河岸線廢止[5]。
- 2006年（平成18年）3月18日－太田～伊勢崎間的單人駕駛服務開始[6]。
- 2013年（平成25年）3月16日－改點，非特急列車延伸至館林站。

## 車站結構

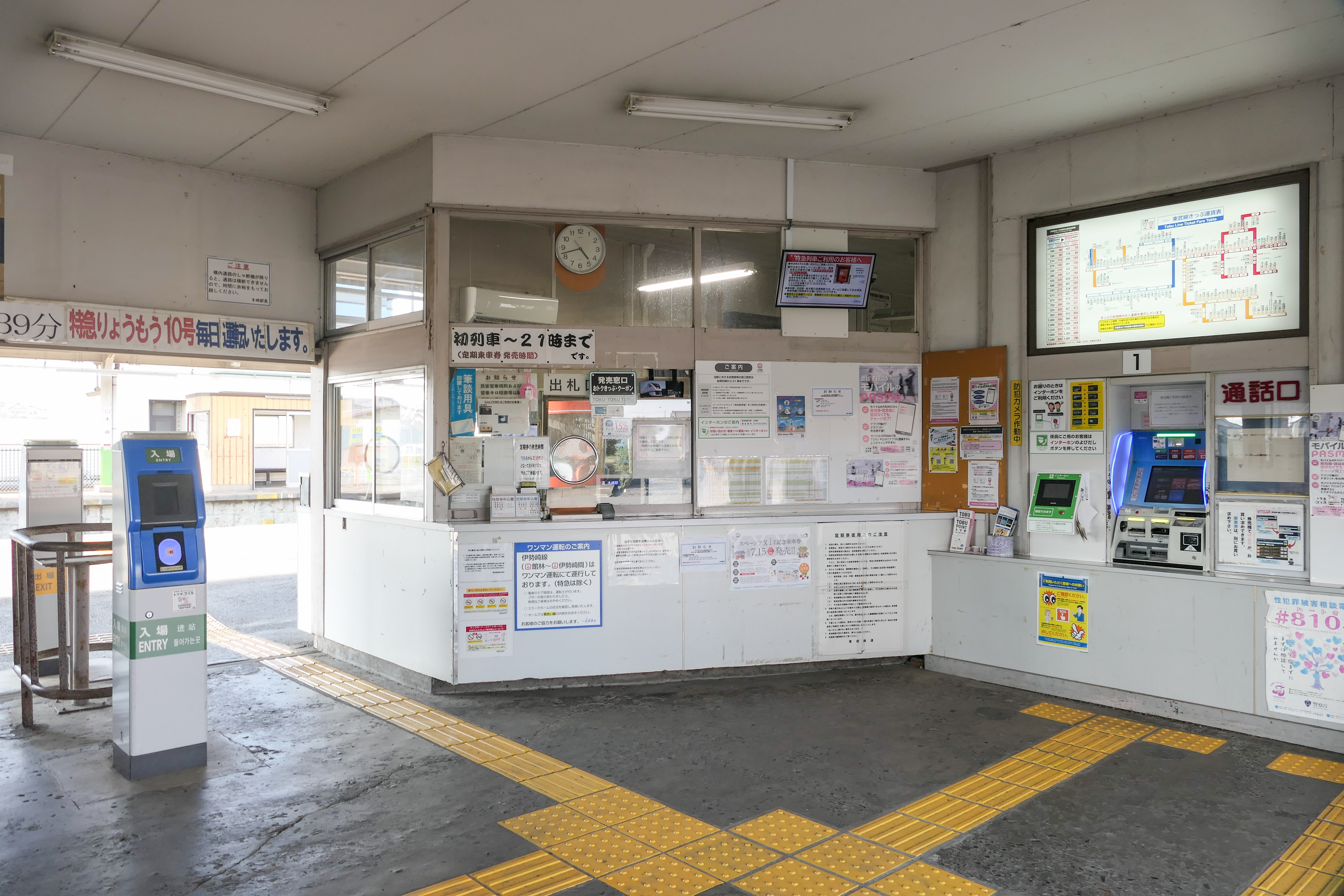
驗票口(2024年7月)

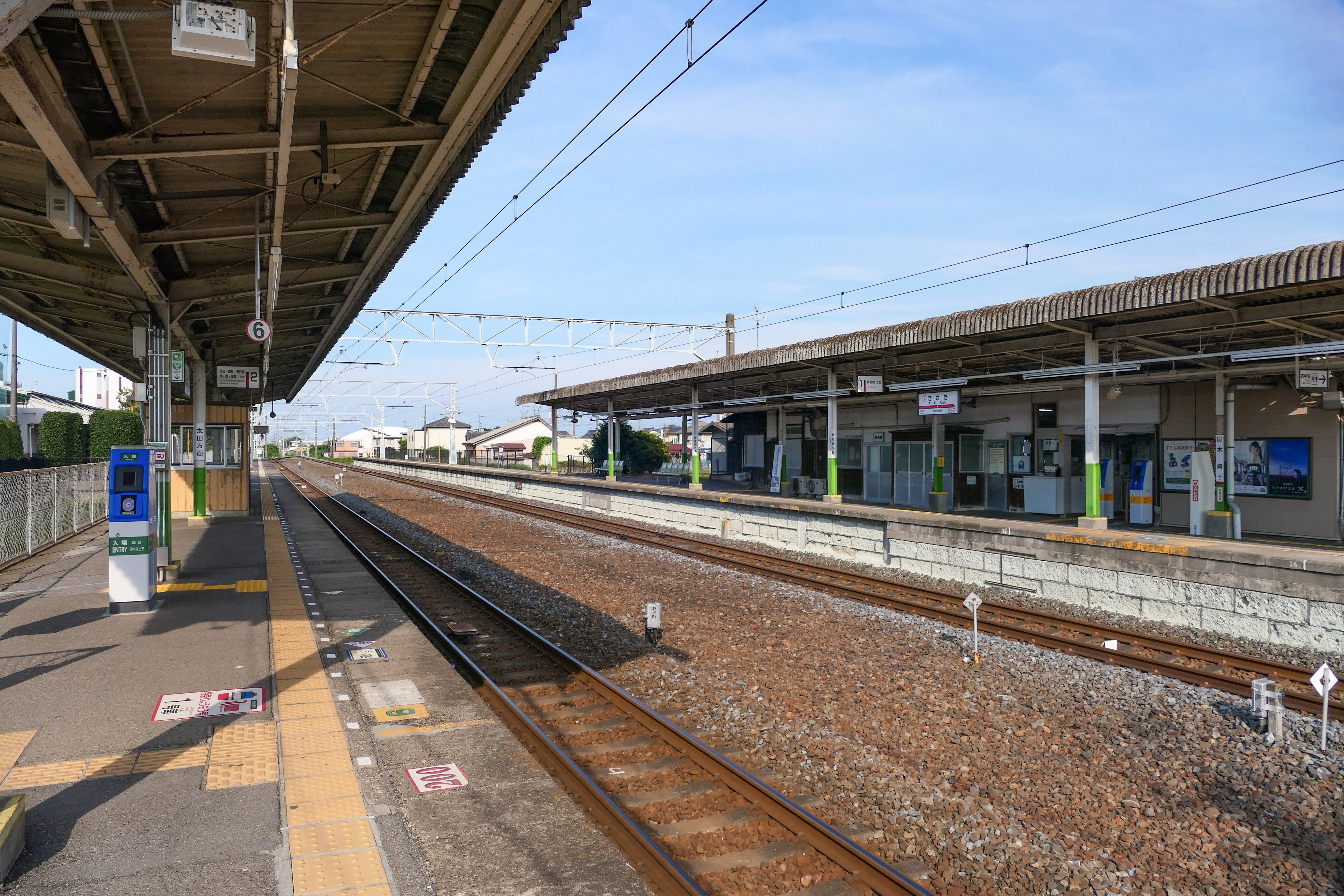
月台和鄰近北口的驗票機(2024年7月)

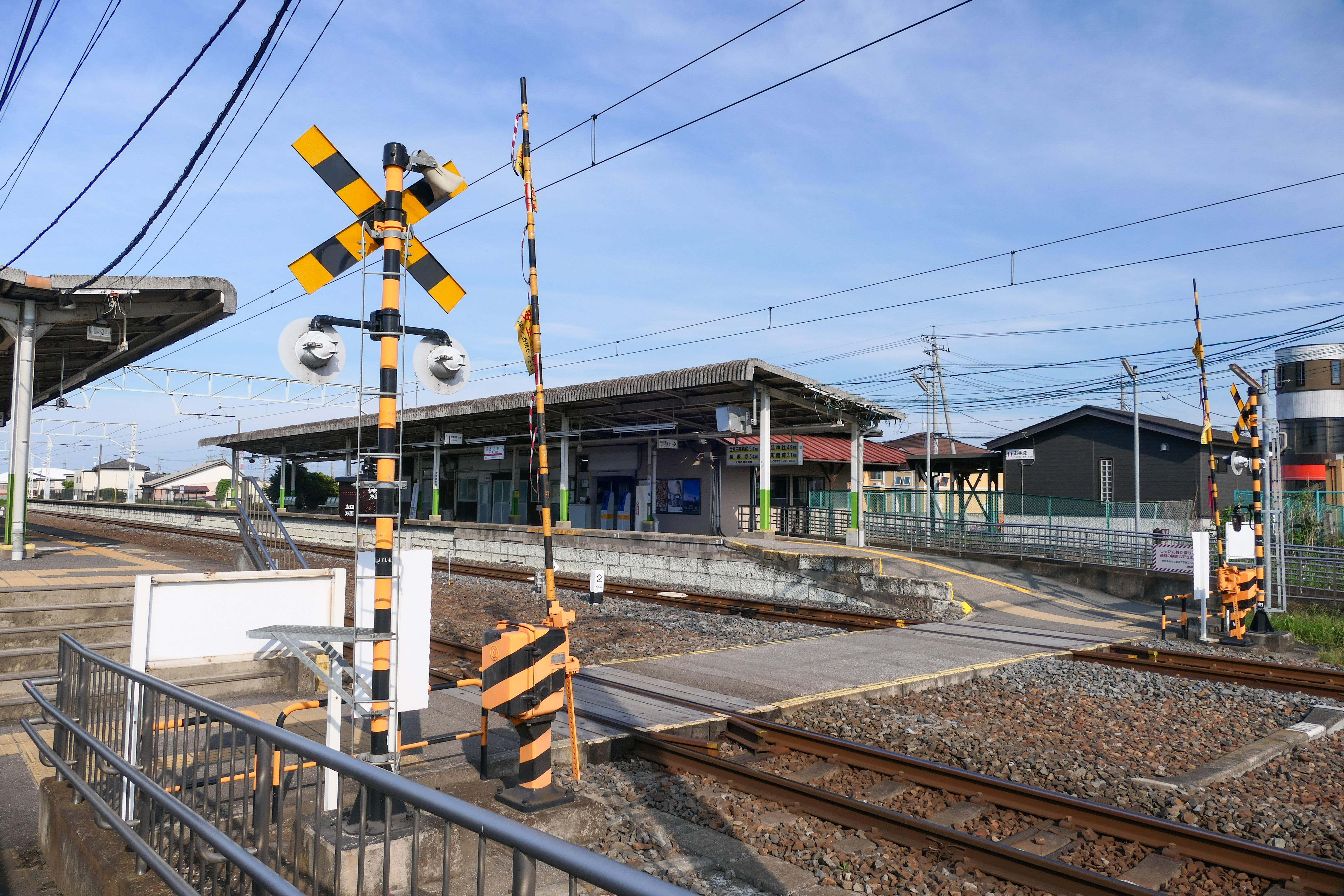
平交道(2024年7月)

本站為擁有相對式月台2面2線的地面車站。此站的木造站房位於伊勢崎方向月台側，各月台間有平交道連絡。廁所位於伊勢崎方向月台側。過去上下線之間設有中線，但已撤除。

### 月台配置
| 月台 | 路線     | 方向 | 目的地                                                     |
| ---- | -------- | ---- | ---------------------------------------------------------- |
| 1    | 伊勢崎線 | 上行 | 太田、足利市、館林、 東武晴空塔線 北千住、晴空塔、淺草方向 |
| 2    | 伊勢崎線 | 下行 | 伊勢崎方向                                                 |

## 使用情況
2018年度1日平均上下車人次為2,511人。近年1日平均上下車人次的推移如下表｡
| 年度               | 1日平均上下車人次 |
| ------------------ | ----------------- |
| 2003年（平成15年） | 2,262             |
| 2004年（平成16年） | 2,261             |
| 2005年（平成17年） | 2,279             |
| 2006年（平成18年） | 2,251             |
| 2007年（平成19年） | 2,343             |
| 2008年（平成20年） | 2,462             |
| 2009年（平成21年） | 2,431             |
| 2010年（平成22年） | 2,449             |
| 2011年（平成23年） | 2,447             |
| 2012年（平成24年） | 2,484             |
| 2013年（平成25年） | 2,556             |
| 2014年（平成26年） | 2,473             |
| 2015年（平成27年） | 2,513             |
| 2016年（平成28年） | 2,520             |
| 2017年（平成29年） | 2,565             |
| 2018年（平成30年） | 2,511             |

## 車站周邊
- 太田市役所尾島廳舍
- 太田市役所木崎行政中心
- 太田市役所尾島行政中心
- 太田市尾島體育館
- 中央消防署寶泉出張所
- 尾島郵便局
- 群馬縣立太田Flex高等学校（日语：群馬県立太田フレックス高等学校）
- 札幌啤酒群馬工場
- 太田市立木崎中學校（日语：太田市立木崎中学校）

## 相鄰車站
東武鐵道
 伊勢崎線
- ■特急「兩毛」停車站

■普通
細谷（TI 19）－木崎（TI 20）－世良田（TI 21）

### 過去存在的路線
東武鐵道
德川河岸線
木崎－（貨）德川河岸

## 東武德川河岸線
德川河岸線（日语：／）是以前群馬縣新田郡與同郡尾島町（現太田市）的東武鐵道貨物線。為運送利根川砂石的貨物專用線。

### 路線資料
- 管轄：東武鐵道
- 路線距離：木崎 - 德川河岸（平塚河岸）間 3.2km[4]
- 軌距：1067mm
- 車站數：2站（含起終點，包含平塚河岸站則為3站）
- 複線區間：無（全線單線）
- 電化區間：全線（直流1500V）

### 歷史
- 1925年（大正14年）
  - 7月8日－取得貨物專用（動力：蒸氣）鐵道執照（群馬縣新田郡木崎町－同縣同郡世良田村（之後的尾島町）間）[9]。
  - 11月27日－ 開業[4][10][11][12]。
- 1965年（昭和40年）9月18日－電化[12]。
- 1968年（昭和43年）6月11日－廢止[5]。由於河床降低與法規強化造成採砂困難而撤除[12]。

### 車站一覽
木崎站 - （貨）德川河岸站 - （貨）平塚河岸站
德川河岸與平塚河岸之間也稱作平塚側線，因此平塚河岸站可能是德川河岸站的站內側線。

### 接續路線
- 木崎站：東武伊勢崎線

## 延伸閱讀
- 今尾恵介（監修）.  3 関東1. 新潮社. 2008. ISBN 978-4-10-790021-0.
- 東武鉄道社史編纂室編集『東武鉄道百年史』東武鉄道、1998年。

## 外部連結
- 木崎（車站資訊） - 東武鐵道